# Villevêque
Villevêque este o comună în departamentul Maine-et-Loire, Franța. În 2009 avea o populație de 2,851 de locuitori.